# Saint-Cassin
Saint-Cassin és un municipi francès situat al departament de la Savoia i a la regió d'Alvèrnia-Roine-Alps. L'any 2007 tenia 764 habitants.

## Demografia

### Població
El 2007 la població de fet de Saint-Cassin era de 764 persones. Hi havia 288 famílies de les quals 64 eren unipersonals (28 homes vivint sols i 36 dones vivint soles), 100 parelles sense fills, 120 parelles amb fills i 4 famílies monoparentals amb fills.
La població ha evolucionat segons el següent gràfic:
Habitants censats

### Habitatges
El 2007 hi havia 314 habitatges, 291 eren l'habitatge principal de la família, 8 eren segones residències i 15 estaven desocupats. 296 eren cases i 15 eren apartaments. Dels 291 habitatges principals, 229 estaven ocupats pels seus propietaris, 54 estaven llogats i ocupats pels llogaters i 8 estaven cedits a títol gratuït; 8 tenien una cambra, 12 en tenien dues, 37 en tenien tres, 75 en tenien quatre i 159 en tenien cinc o més. 252 habitatges disposaven pel capbaix d'una plaça de pàrquing. A 99 habitatges hi havia un automòbil i a 176 n'hi havia dos o més.

### Piràmide de població
La piràmide de població per edats i sexe el 2009 era:
| Homes | Edats   | Dones |
| ----- | ------- | ----- |
| 0     | 95 o +  | 0     |
| 1     | 90 a 94 | 2     |
| 1     | 85 a 89 | 4     |
| 3     | 80 a 84 | 3     |
| 5     | 75 a 79 | 9     |
| 12    | 70 a 74 | 6     |
| 17    | 65 a 69 | 17    |
| 17    | 60 a 64 | 15    |
| 15    | 55 a 59 | 20    |
| 35    | 50 a 54 | 30    |
| 26    | 45 a 49 | 27    |
| 32    | 40 a 44 | 31    |
| 21    | 35 a 39 | 27    |
| 26    | 30 a 34 | 26    |
| 12    | 25 a 29 | 15    |
| 26    | 20 a 24 | 11    |
| 24    | 15 a 19 | 25    |
| 33    | 10 a 14 | 29    |
| 25    | 5 a 9   | 26    |
| 26    | 0 a 4   | 17    |

## Economia
El 2007 la població en edat de treballar era de 513 persones, 378 eren actives i 135 eren inactives. De les 378 persones actives 360 estaven ocupades (197 homes i 163 dones) i 18 estaven aturades (8 homes i 10 dones). De les 135 persones inactives 54 estaven jubilades, 46 estaven estudiant i 35 estaven classificades com a «altres inactius».

### Ingressos
El 2009 a Saint-Cassin hi havia 289 unitats fiscals que integraven 776,5 persones, la mediana anual d'ingressos fiscals per persona era de 20.390 €.

### Activitats econòmiques
Dels 22 establiments que hi havia el 2007, 2 eren d'empreses de fabricació d'altres productes industrials, 4 d'empreses de construcció, 5 d'empreses de comerç i reparació d'automòbils, 2 d'empreses de transport, 2 d'empreses d'hostatgeria i restauració, 1 d'una empresa immobiliària, 2 d'empreses de serveis, 3 d'entitats de l'administració pública i 1 d'una empresa classificada com a «altres activitats de serveis».
Dels 5 establiments de servei als particulars que hi havia el 2009, 1 era un paleta, 1 guixaire pintor, 1 fusteria, 1 lampisteria i 1 restaurant.
L'any 2000 a Saint-Cassin hi havia 18 explotacions agrícoles que ocupaven un total de 384 hectàrees.

## Equipaments sanitaris i escolars
El 2009 hi havia una escola elemental.

## Poblacions més properes
El següent diagrama mostra les poblacions més properes.